# Галяшер
Не путать с Галяшор — бывшим посёлком на территории Кудымкарского района Пермского края.
Галяшер — деревня в Юсьвинском районе Пермского края России. Входит в состав Купросского сельского поселения. Известна с 1678 г.

## География
Деревня расположена недалеко от трассы Купрос-Майкор, в 18 километрах от Майкора.